# Надаровка (Павлодарская область)
Надаровка (каз. Надаровка) — село в Успенском районе Павлодарской области Казахстана. Село является административным центром Надаровского сельского округа. Расположено примерно в 36 км к юго-востоку от Успенки, в 130 км к северо-востоку от Павлодара. Код КАТО — 556445100.

## История
Село было основано в 1907 году в урочище Турсумбай. Названо в честь Ивана Надарова, служившего Степным генералом-губернатором в 1906—1908 годах.
Надаровка была центральной усадьбой молочно-мясного колхоза имени Урицкого, созданного в 1930 году. В 1950 году в состав колхоза влились колхозы имени Тельмана и имени Коминтерна, а также Надаровская МТС. В 1957 году комбайнёр Надаровской МТС Пётр Музыка за успехи в труде получил звание Героя Социалистического Труда.

## Население
В 1985 году в Надаровке проживали 965 человек. В 1999 году население села составляло 880 человек (430 мужчин и 450 женщин). По данным переписи 2009 года, в селе проживало 176 человек (90 мужчин и 86 женщин).